# Ciucsângeorgiu
Ciucsângeorgiu (en hongrois: Csikszentgyörgy) est une commune du județ de Harghita, dans la région historique de Transylvanie. Elle est composée des neuf villages suivants:
- Armășeni (Csikménaság)
- Armășenii Noi (Ménaságújfalu)
- Bacu (Csikbánkfalva)
- Ciobăniș (Csobányos)
- Cotomani (Cotormány)
- Ciucsângeorgiu, siège de la commune
- Egheresc (Egerszék)
- Ghiurche (Gyürke)
- Potind (Pottyond)

## Localisation
La commune de Ciucsângeorgiu est située dans la partie sud-est du comté de Harghita, à l'est de Transylvanie, au pied de Monts Ciucului, dans le Pays sicule (région ethno-culturel et linguistique), sur les rives de la rivière Fișag, à 22 km de la ville de Miercurea-Ciuc.

## Politique
| Période | Période  | Identité      | Étiquette | Qualité |
| ------- | -------- | ------------- | --------- | ------- |
| 1996    | En cours | József György | UDMR      |         |

## Monuments et lieux touristiques
- L'église romaine-catholique Zămislirea Sf. Fecioare du village de Armășeni (construite au XVe siècle), monument historique
- L'église romaine-catholique Saint Georges du village de Ciucsângeorgiu (construite XVe siècle), monument historique
- Chapelle roumain-catholique Sf. Maria Mare du village de Ciucsângeorgiu (construite XVIIIe siècle), monument historique
- Manoir Emeric Adorjan du village de Armășeni (construction 1797), monument historique
- Site archéologique Potovszki-kert du village de Ciucsângeorgiu
- Monts Ciucului
- Rivière Fișag